# Kisuczky Róbert
Kisuczky Róbert (Budapest, 1938. február 26. – Budapest, 1965. augusztus 14.) labdarúgó, csatár. Az 1958–59-es idény gólkirálya volt holtversenyben.

## Pályafutása
A Csepel saját nevelésű játékosa volt. 1957-ben mutatkozott be az élvonalban. Az 1958–59-es idényben a bajnokcsapat tagja volt és 15 góllal gólkirály lett holtversenyben. Az 1962–63-as idényben a Honvéd csapatában, az azt követő szezonban a Diósgyőri VTK-ban játszott. Italozó életmódja miatt a tehetséges játékos egyre mélyebbre csúszott és 1965. augusztus 14-én egy kocsmai verekedés során életét vesztette.

## Sikerei, díjai
- Magyar bajnokság
  - bajnok: 1958–59
  - gólkirály: 1958–59 (15 gól), Monostori Tivadarral és Tichy Lajossal holtversenyben